# SPIX
SPIX war ein Unix ähnliches Betriebssystem der Firma Bull Computer. Es wurde für MC68000 basierende Computer von Typ SPS7 entwickelt. Es basierte auf dem Unix System V R2. Das System unterstützte bis zu 8 Prozessoren mit bis zu 8 Megabyte Speicher. Daneben lief es auch auf Workstations von Type DPX1000 und DPX2000. 
Das Triplett für autoconf war m68k-bull-sysv2.